# بوب هوبكنز
بوب هوبكنز (بالإنجليزية: Bob Hopkins)‏ مواليد 3 نوفمبر 1934 في جونسبورو - الوفاة 15 مايو 2015، كان لاعب كرة سلة أمريكي أصبح مدرباً. بدأ مسيرته الاحترافية في سنة 1956. تم اختياره من قبل فريق فيلادلفيا سفنتي سيكسرز خلال الدرافت. حمل الرقم 9. بلغ طوله 6 قدم 8 بوصة (2.0 م). اعتزل اللعب في 1962.

## روابط خارجية
- بوب هوبكنز على موقع إن بي أي (الإنجليزية)
- بوب هوبكنز على موقع سبورتس رفرنس (الإنجليزية)
- بوب هوبكنز على موقع ريلجم (الإنجليزية)
- بوب هوبكنز على موقع بروبوليرز (الإنجليزية)
- بوب هوبكنز على موقع قاعة المشاهير الجامعة الوطنية لكرة السلة (الإنجليزية)
- بوب هوبكنز على موقع سبورتس رفرنس (الإنجليزية)
- بوب هوبكنز على موقع كلية كرة السلة في سبورتس رفرنس.كوم (الإنجليزية)
- بوب هوبكنز على موقع قاعة لويزيانا للمشاهير الرياضية (الإنجليزية)